# Marquixanes
Marquixanes en idioma francés y oficialmente, Marqueixanes en catalán, es una localidad  y comuna francesa, situada en el departamento de Pirineos Orientales en la región de Languedoc-Rosellón y comarca histórica del Conflent.
A sus habitantes se les conoce por el gentilicio de marquixanais en francés o marquixanencs, marquixanenca en catalán.

## Demografía
| 338 | 363 | 333 | 307 | 299 | 397 |
| Para los censos de 1962 a 1999 la población legal corresponde a la población sin duplicidades (Fuente: INSEE [Consultar]) |     |     |     |     |     |